# تكافؤ (تجارة)
التكافؤ هو مصطلح يطبق بواسطة اتفاق دولة الأوروغوي لتطبيق تدابير الصحة والصحة النباتية. تمنح الدول الأعضاء في منظمة التجارة العالمية (SPS) قبولها لتدابير الصحة والصحة النباتية (SPS) الخاصة بالدول الأخرى (حتى إذا اختلفت تلك التدابير عن تلك الخاصة بها أو عن تلك المستخدمة بواسطة دولة عضو أخرى تتاجر في نفس المنتج)، إذا أظهرت الدولة المصدرة للدولة المستوردة أن تدابيرها تحقق مستوى الحماية المناسب للصحة والصحة النباتية للدولة المستوردة.